# 佐久広域連合
佐久広域連合（さくこういきれんごう）は長野県東信地方の佐久地域にある広域連合。構成市町村は佐久市と小諸市、北佐久郡、南佐久郡である。

## 概要
定数22の佐久広域連合議会、佐久広域連合事務局などの組織がある。業務内容は福祉施設運営、消防業務などが行われている。